# Villar de Flores
Villar de Flores es una localidad del municipio de El Payo, en la provincia de Salamanca, España. Se integra dentro de la comarca de la El Rebollar. Pertenece al partido judicial de Ciudad Rodrigo y a la Mancomunidad Alto Águeda.

## Historia
Su fundación se remonta a los procesos repobladores llevados a cabo por los reyes leoneses en la Edad Media, recogiéndolo la documentación medieval como Villar, y quedando integrado en la jurisdicción de Ciudad Rodrigo, dentro del Reino de León en lo civil y de la Diócesis de Ciudad Rodrigo en lo eclesiástico.

## Demografía
En 2017 Villar de Flores se encontraba oficialmente despoblado (INE 2017).
| Gráfica de evolución demográfica de Villar de Flores entre 2000 y 2017                   |
|                                                                                          |
| Fuente: Instituto Nacional de Estadística de España - Elaboración gráfica por Wikipedia. |